# Alameda de Mazarredo
La alameda de Mazarredo es una calle ubicada en el centro de la villa de Bilbao en el barrio de Abando. Se inicia en la confluencia de la Gran Vía de Don Diego López de Haro con la alameda de Urquijo, y finaliza en la plaza Euskadi. Está dedicada a José de Mazarredo Salazar, marino y militar español natural de la villa. Es una de las principales zonas de ambiente de la ciudad.

## Trayecto y zonas reseñables
En su trayecto en semicírculo, o en forma de ele, bordeando la margen izquierda de la ría de Bilbao, confluyen diversos edificios y zonas reseñables de la ciudad, entre los que destacan los siguientes:
1. Jardines de Albia.
2. Edificio de La Equitativa.
3. Edificio del Departamento de Obras Públicas de la Diputación Foral de Vizcaya.
4. Isozaki Atea.
5. Palacio de Ibaigane.
6. Edificio Museoalde.
7. Museo Guggenheim Bilbao.
8. Gran Hotel Domine.
9. Hotel Miró.
10. Plaza Euskadi.

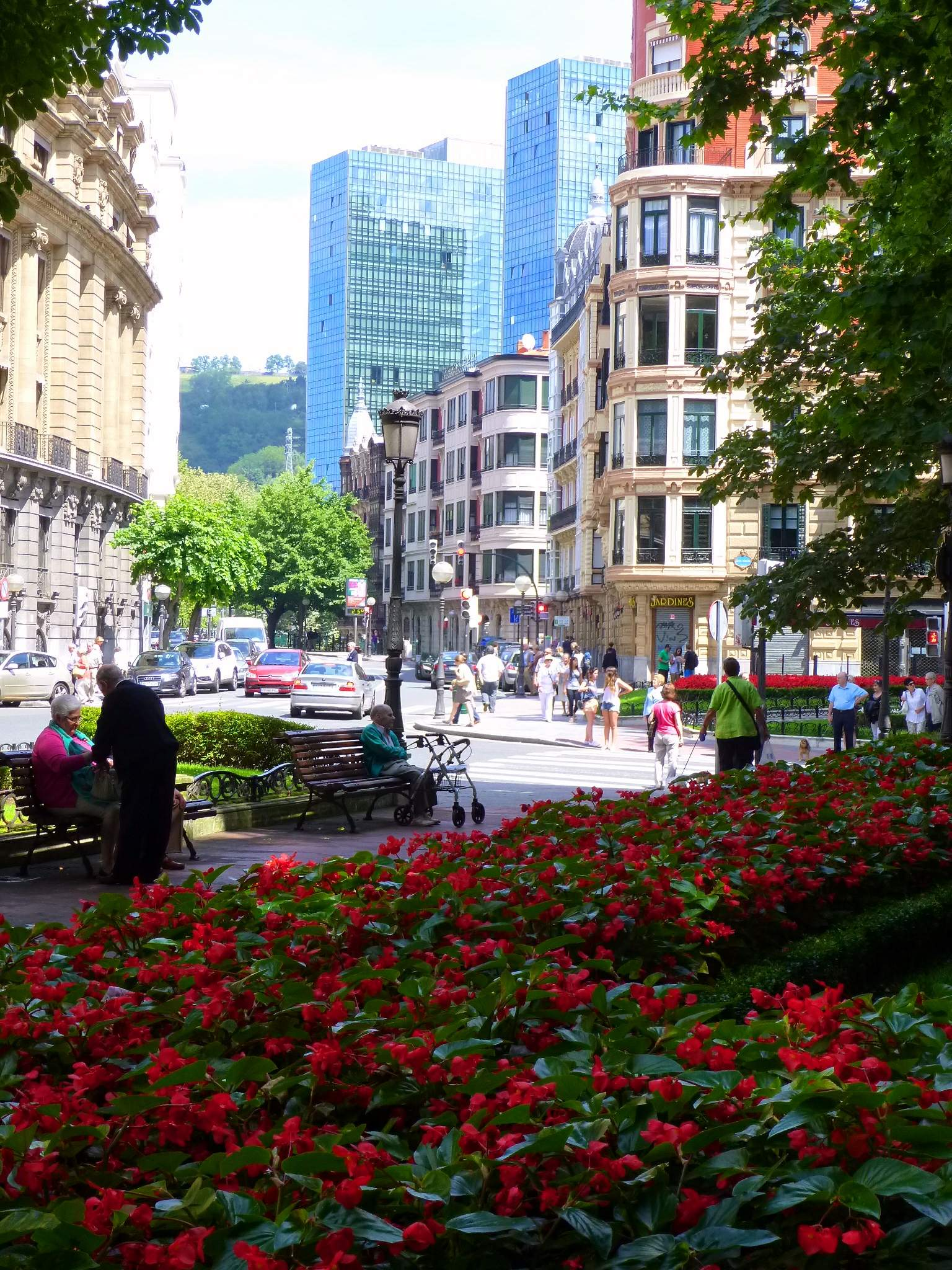
Jardines de Albia
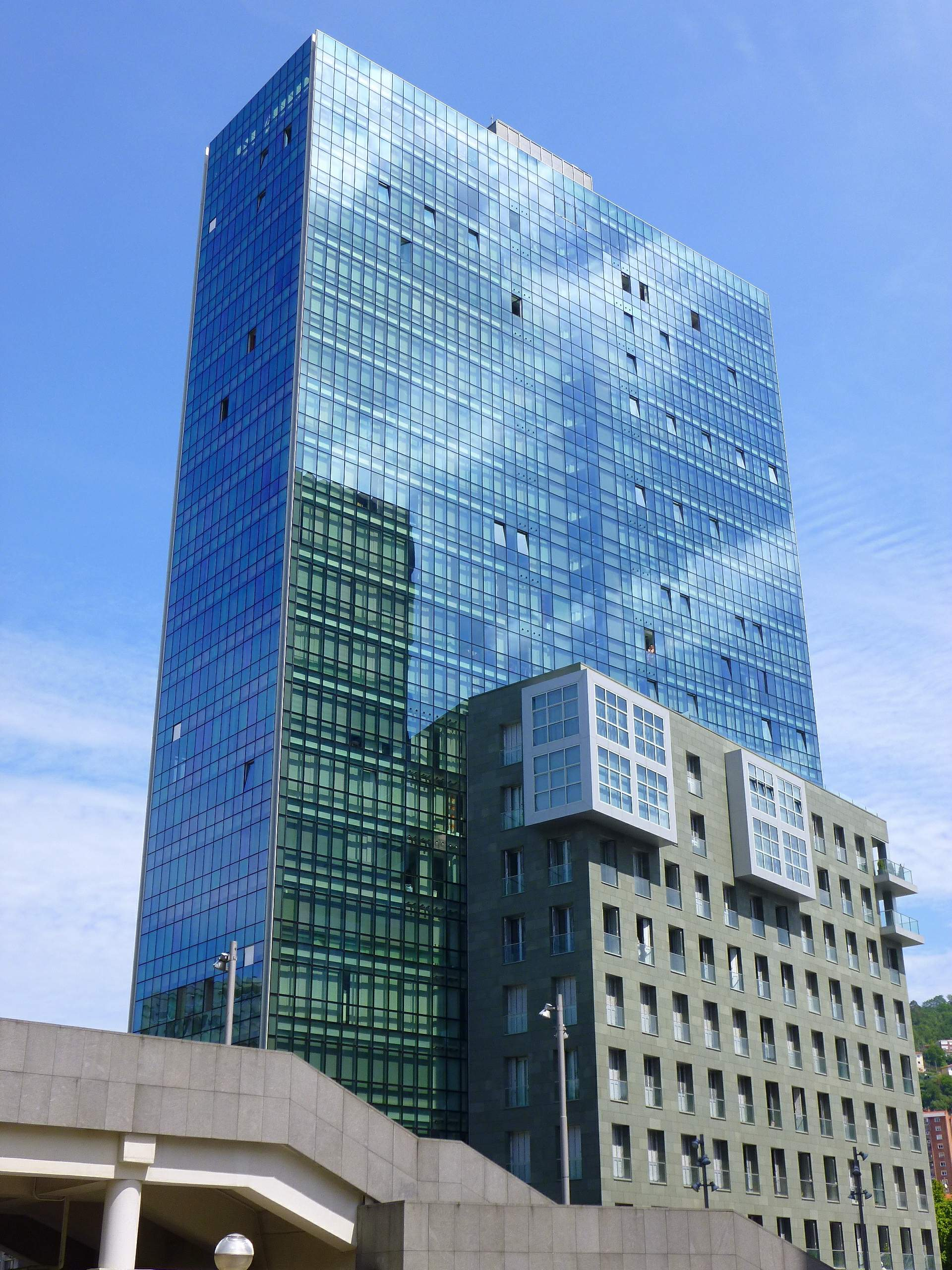
Isozaki Atea
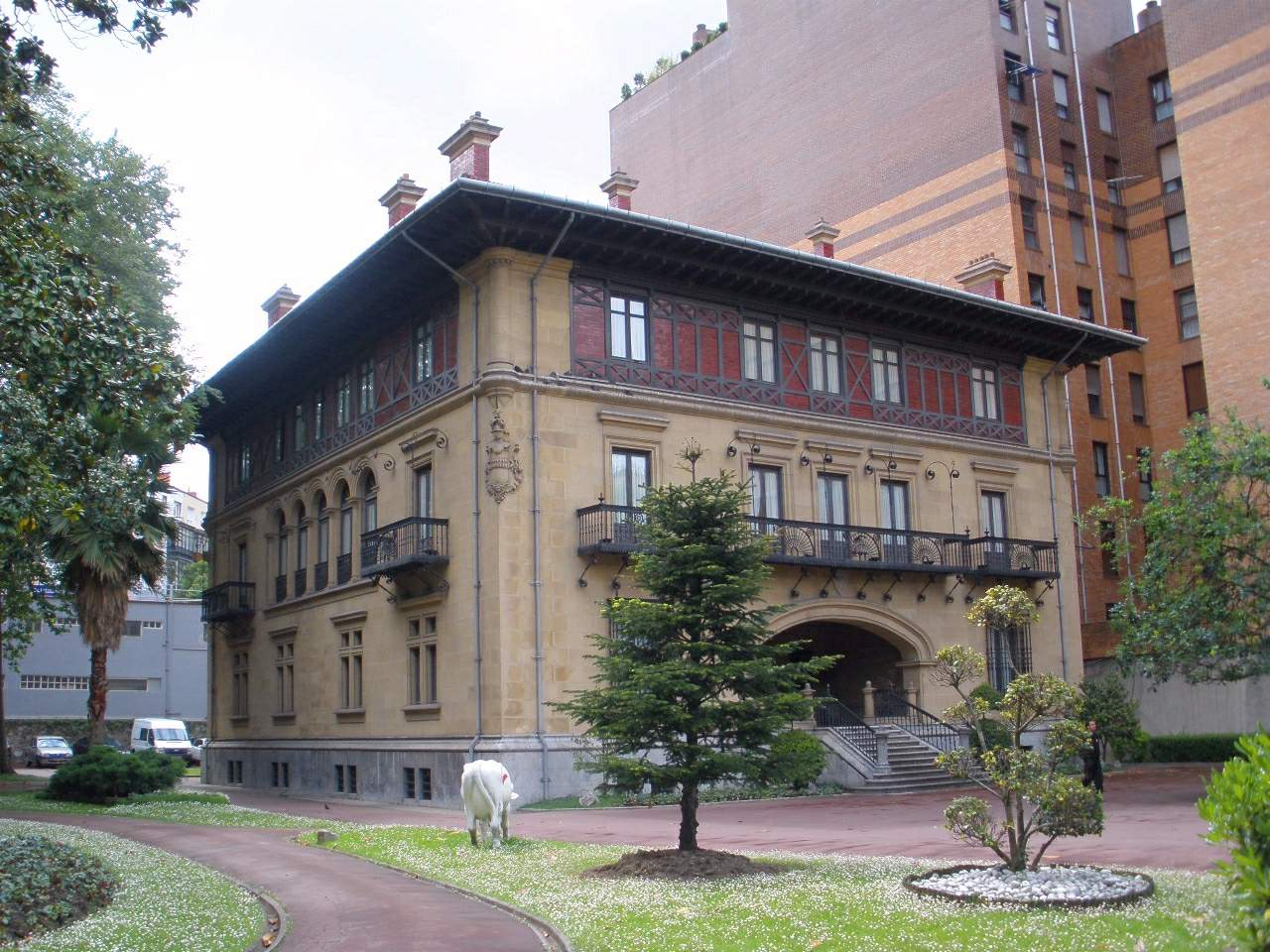
Palacio de Ibaigane
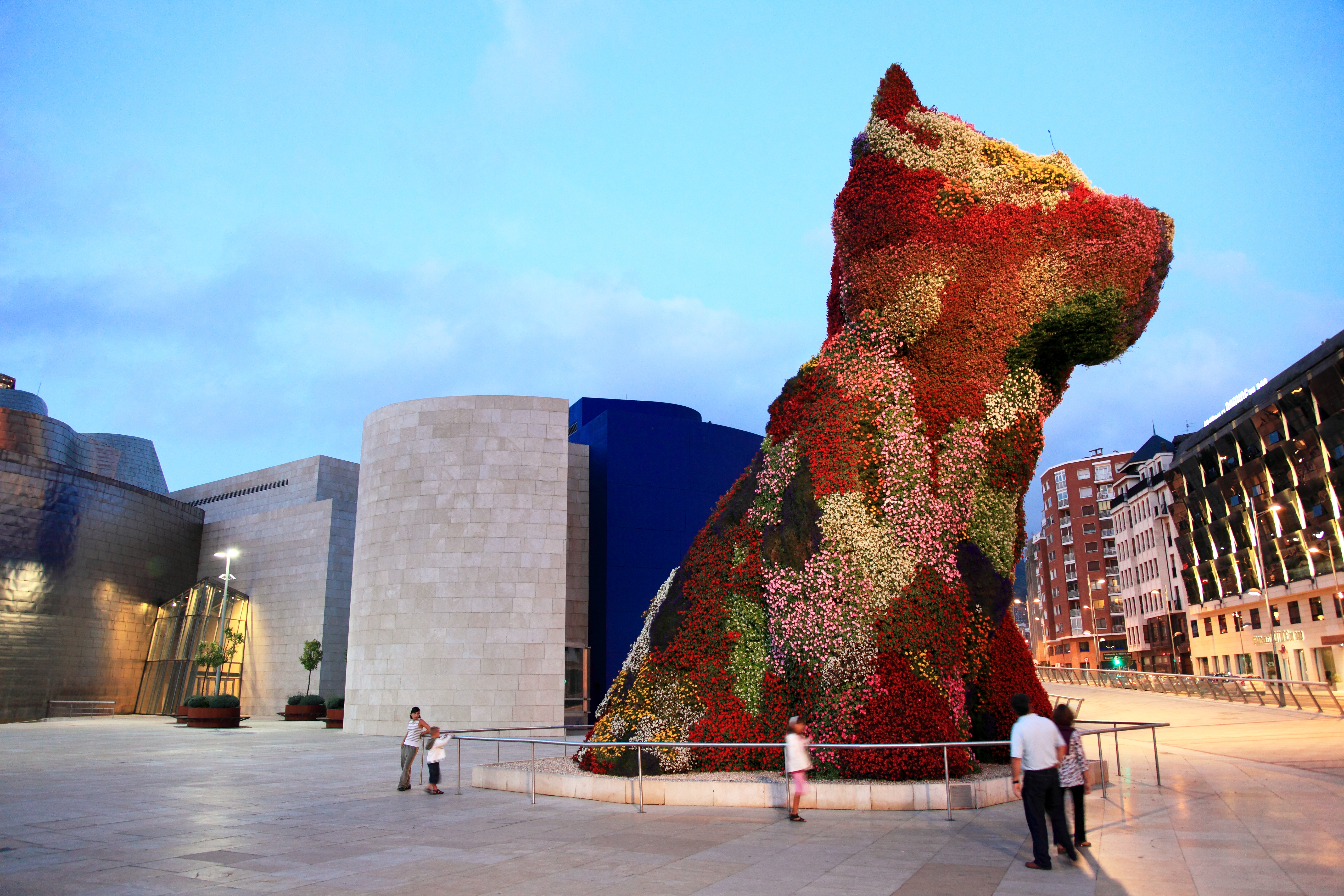
Museo Guggenheim Bilbao y Gran Hotel Domine

## Arquitectura
Resalta a su vez la arquitectura y las fachadas de diversos edificios que rodean la Alameda de Mazarredo:

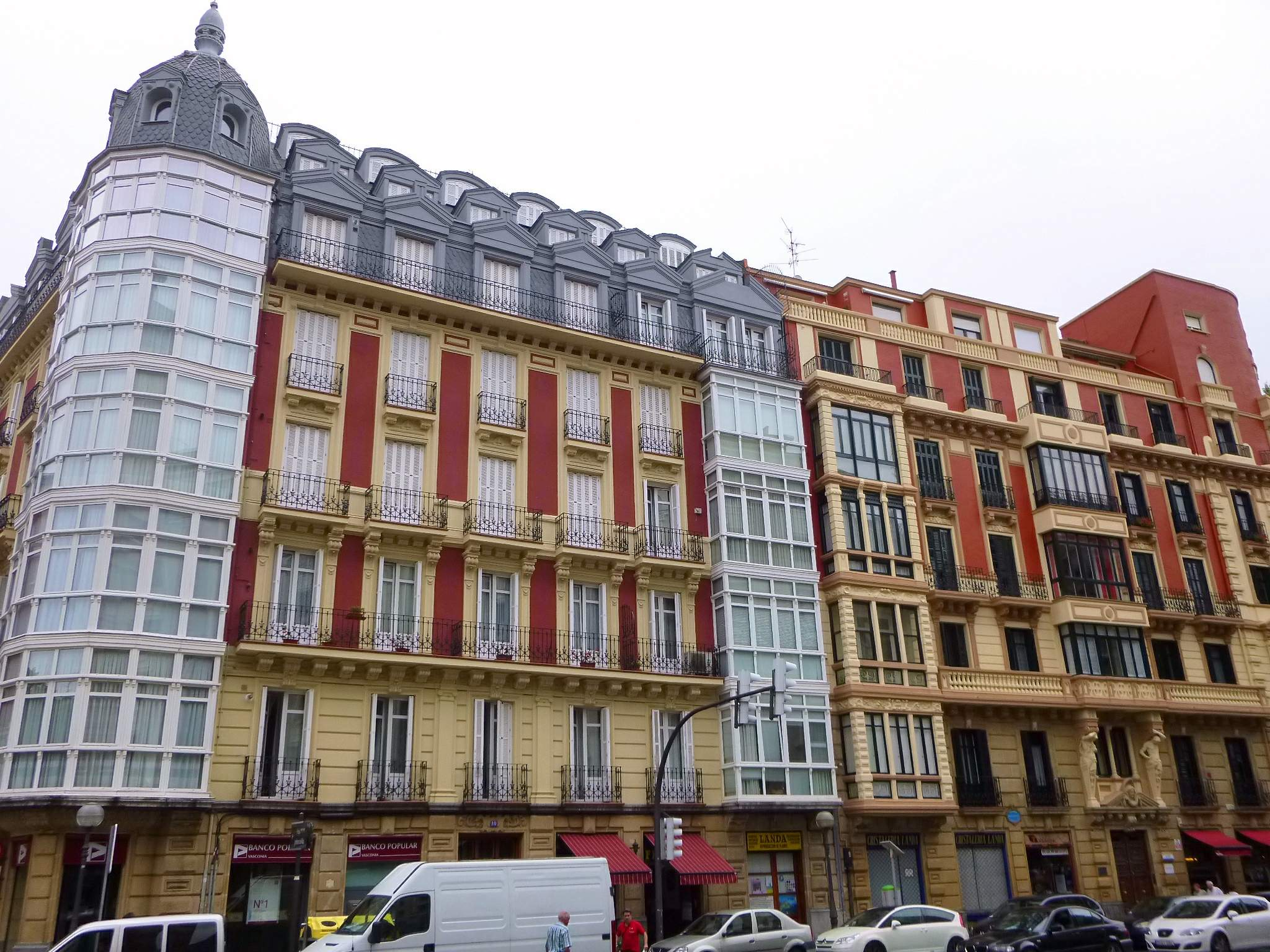
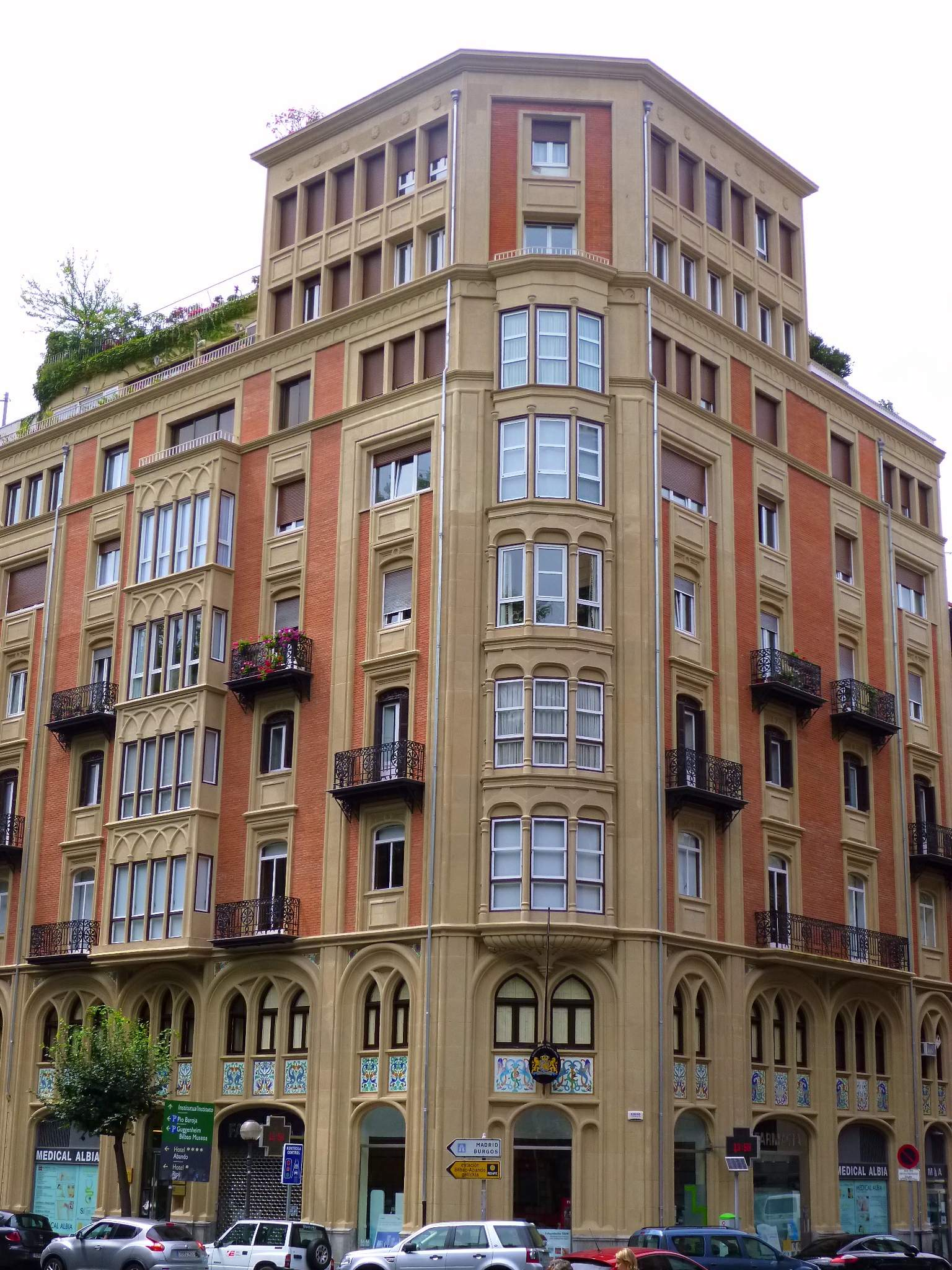
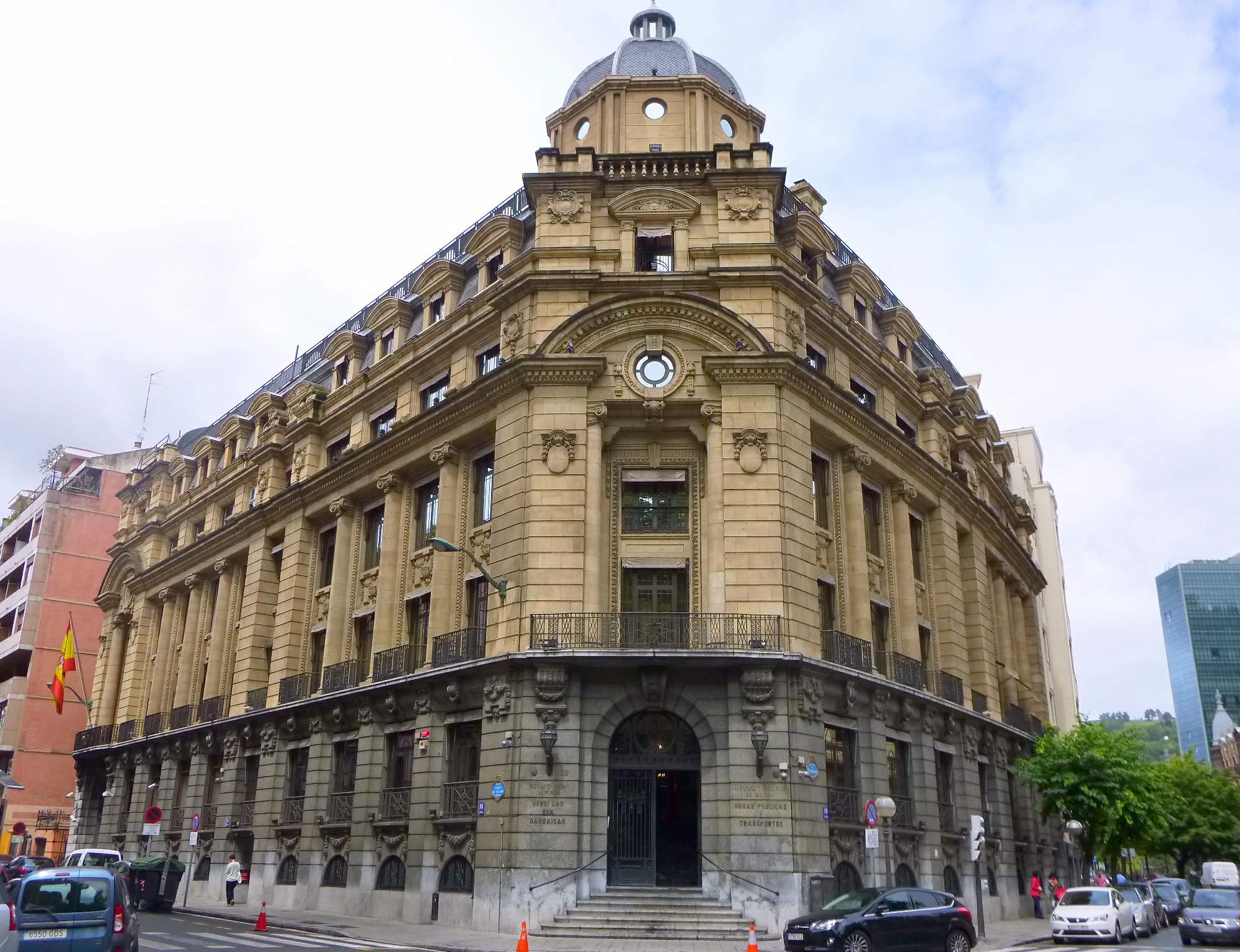
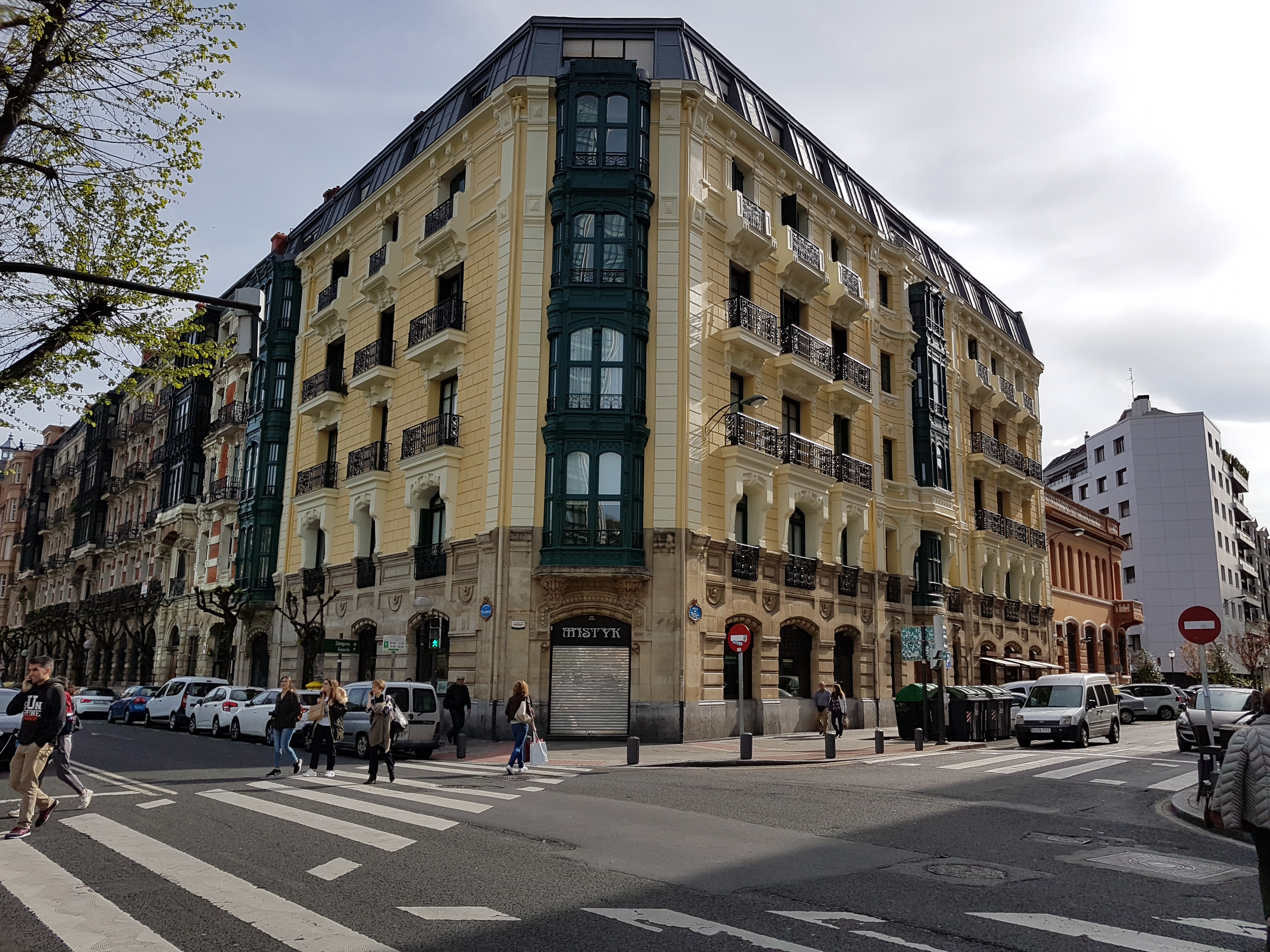
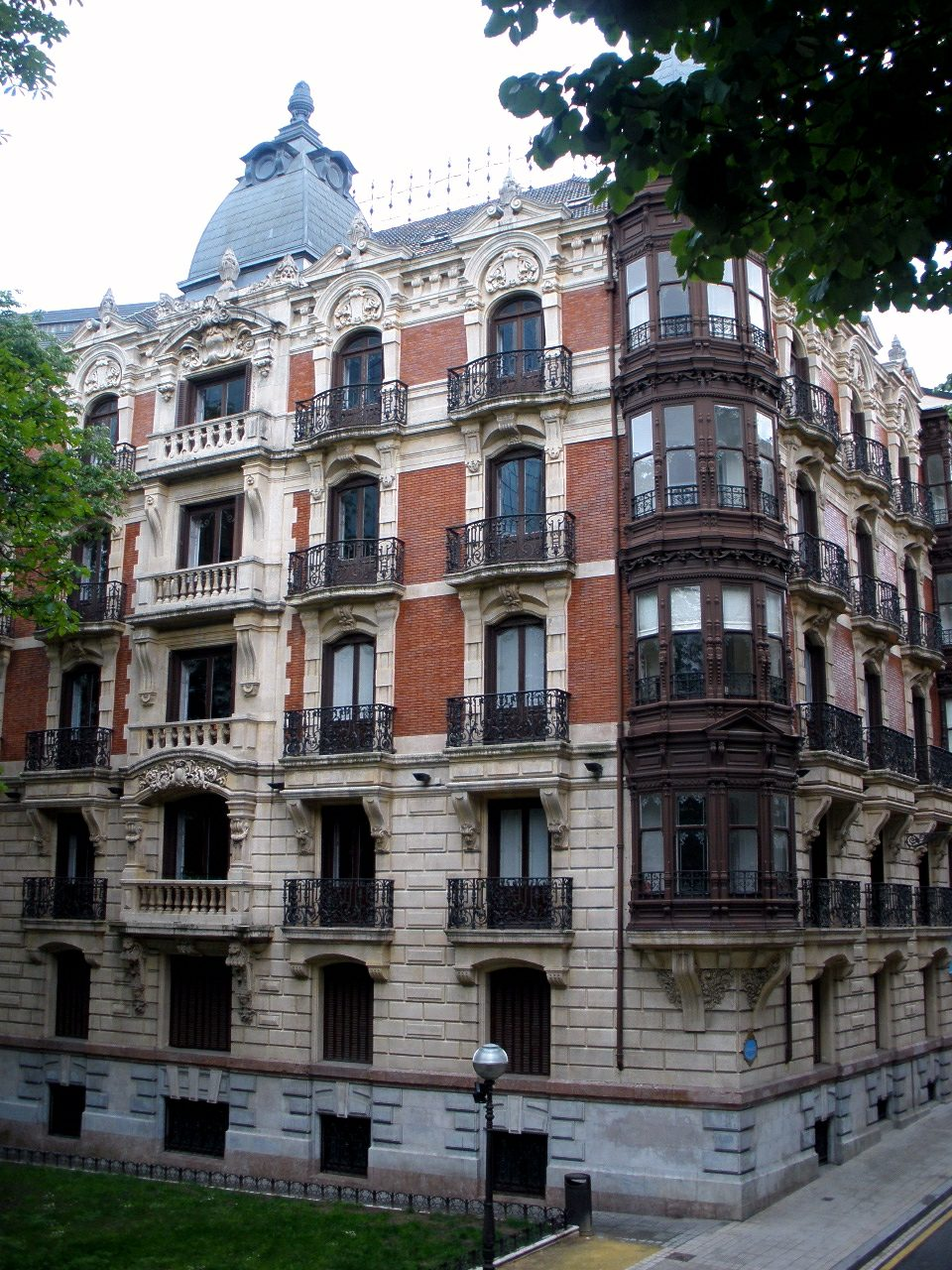